# Powiat Myśliborski
Der Powiat Myśliborski ist ein Powiat (Kreis) im Südwesten der Woiwodschaft Westpommern in Polen.

## Gemeinden

Verwaltungseinteilung des Powiat Myśliborski

Der Powiat Myśliborski umfasst insgesamt fünf Gemeinden, drei Stadt-und-Land-Gemeinden und zwei Landgemeinden:
Stadt-und-Land-Gemeinden
- Barlinek (Berlinchen)
- Dębno (Neudamm)
- Myślibórz (Soldin)

Landgemeinden
- Boleszkowice (Fürstenfelde)
- Nowogródek Pomorski (Neuenburg)

## Nachbarpowiate
| Powiat Gryfiński Greifenhagen | Powiat Pyrzycki Pyritz                      | Powiat Choszczeński Arnswalde                   |
|                               | Kompassrose, die auf Nachbargemeinden zeigt |                                                 |
| Brandenburg                   | Powiat Gorzowski Landsberg an der Warthe    | Powiat Strzelecko-Drezdenecki Friedberg-Driesen |